# Vasujyeshtha
Vasujyeshtha est le troisième empereur de la dynastie Shunga. Selon les Puranas, il a régné entre 141 et 131 av. J.-C environ. Il succède à son père, Agnimitra. Son règne n'a été que peu documenté, il est donc difficile de faire une biographie détaillée de sa personne. Il est le frère de Vasumitra, qui lui succède au trône de l'empire shunga.